# Block B
Block B (hangul: 블락비) es un grupo masculino surcoreano formado por Cho PD. El grupo consta de siete miembros: Taeil, B-Bomb, Jaehyo, U-Kwon, Kyung, Zico y P.O. El 15 de abril de 2011, el grupo hizo su debut en M! Countdown con su sencillo promocional "Freeze! (그대로 멈춰라!)".  
Su nombre, es una abreviatura de BlockBuster. Que quiere decir cosa de gran talento. Sus colores oficiales son el amarillo y negro, su fanclub oficial es el de BBC (Block Buster Club), representado por una abeja reina.

## Historia

### Predebut
Cho PD declaró el 16 de febrero que el nuevo grupo se llamaría "Block B", y está  compuesto  por miembros que han estado desarrollando su arte con el apoyo de raperos underground, y también han recibido capacitación para la coreografía. Curiosamente, otros artistas de hip hop también han sido guía para estos alumnos.

### 2011: Debut
El grupo debutó el viernes 15 de abril en M!Countdown, después en Music Bank (16 de abril), Music Core (17 de abril) e Inkigayo 2011 (18 de abril) con el sencillo "Freeze!" ("그대로 멈춰라!").
El grupo siguió con otra canción, "Wanna B". Un miniálbum, New Kids on the Block , fue lanzado el 23 de junio de 2011. El 22 de junio de 2011, el primer episodio de la serie de ocho episodios de MTV Match Up! se emitió con Block B y B1A4 .  El 16 de octubre de 2011, MTV comenzó a transmitir una serie de especiales para la serie Match Up que siguió a Block B mientras promocionaban en Japón. El 16 de octubre de 2011, MTV comenzó a transmitir una serie de especiales para la serie Match Up que siguió a Block B mientras promocionaban en Japón.
Después de haber estado en Stardom Entertainment, por algunas controversias y problemas, Block B tuvo que trasladarse el 29 de agosto de 2013, se anunció que habían negociado la transferencia de sus derechos de Stardom a una nueva empresa de gestión, Seven Seasons. Un representante de Seven Seasons dijo que el grupo planeaba lanzar un nuevo álbum en octubre. 

### 2013-2014: Blockbuster y miniálbumes
El 17 de septiembre de 2013, Block B anunció su sencillo prelanzado a través del canal de YouTube de Seven Seasons. El sencillo "Be the Light" contó con la voz de canto de Taeil con un breve clip de su video musical que lo acompaña. El video completo fue lanzado el 22 de septiembre de 2013. La canción alcanzó el puesto 14 en la lista digital de Gaon en la primera semana de su lanzamiento. 
Block B lanzó su primer álbum de larga duración, Blockbuster , en 2013. La canción principal "Nillili Mambo" fue bien recibida y ocupó el puesto número 10 en la lista de álbumes mundiales de Billboard. Very Good alcanzó el número 1 en la lista de álbumes de Gaon,  mientras que los sencillos "Very Good", "When Where What How" y "Nice Day" debutaron respectivamente en los puestos 6, 20 y 26 en Gaon digital. gráfico único.  El álbum también alcanzó el no. 6 en la lista mundial de álbumes de Billboard. 
Block B protagonizó su propio reality show titulado Five Minutes Before Chaos (개판5분전), que se estrenó el 10 de abril en Mnet.  A principios de abril, Block B anunció que lanzaría un nuevo álbum titulado Jackpot . El video de la canción principal del álbum, "Jackpot", fue lanzado el 15 de abril, mientras que el lanzamiento del álbum en sí estaba programado para el 17 de abril. Hall en el primer día de preventa. La serie se llevó a cabo el 17 y 18 de mayo en Seúl, así como el 23 y 24 de mayo en Busan.  Block B presentó exhibiciones en Nueva York, Miami y Washington D. C. en junio a través del organizador de conciertos Jazzy Group. 
El 24 de julio, Seven Seasons anunció que Block B lanzó un miniálbum titulado HER .  La pista principal del miniálbum alcanzó el número 3 en la lista de sencillos digitales de Gaon, mientras que los sencillos "Jackpot", "Extraordinary Woman", "Hold Me Now" y "Very Good (Rough Ver.)" respectivamente alcanzaron su punto máximo número 5, 16, 28 y 80.  El álbum debutó en el número seis en la lista Billboard World Albums  y en el número dos en la lista de álbumes de Gaon.  Del 22 al 23 de noviembre, Block B realizó una serie de conciertos coreanos encore en solitario, 2014 Blockbuster Remastering, que atrajo a más de 10,000 fanáticos a dos espectáculos en el SK Olympic Handball Gymnasium de Seúl.

### 2015-2017:My Zoney expansión
Block B hizo su debut oficial en Japón el 21 de enero de 2015, con el lanzamiento del sencillo "Very Good (versión japonesa)". El sencillo alcanzó el puesto número 5 en la lista semanal de Oricon  y el número siete en el Billboard Japan Hot 100.  El lanzamiento del CD siguió a un par de conciertos en Tokio el 16 y 17 de enero que atrajeron a más de 5000 aficionados.  El grupo tuvo su primera reunión oficial de fanáticos el 15 de febrero de 2015, atrayendo aproximadamente a 8,000 fanáticos al SK Olympic Handball Gymnasium de Seúl.  Block B realizó su primera gira europea en febrero y marzo de 2015, visitando París el 27 de febrero, Helsinki el 1 de marzo, Varsovia el 6 de marzo y Milán .el 8 de marzo. La gira agotó la mayoría de los espectáculos. 
Entre el 5 y el 6 de abril, Block B anunció a través de fotos teaser en solitario que PO, U-Kwon y B-Bomb formarían la primera subunidad del grupo llamada Bastarz . El álbum de la subunidad se lanzó el 13 de abril, junto con un video de la canción principal, "Conduct Zero". El álbum alcanzó el puesto número 3 en la lista de álbumes de Gaon.  Para promocionar la subunidad, B-Bomb y U-Kwon coprotagonizaron un drama web titulado Jumping Girl con Luna de f(x) y Hana de Secret . El 1 de mayo, el sitio web japonés oficial de Block B anunció que el grupo lanzaría la versión japonesa de "HER" el 27 de mayo. Aunque originalmente se programaron cuatro conciertos, debido a la fuerte demanda de entradas, la gira se amplió a siete conciertos el 14 de mayo, con actuaciones en Tokio, Osaka, Fukuoka y Nagoya  con unos 20.000 aficionados.  El sencillo "HER" debutó en el número siete en la lista semanal de Oricon. 
El 2 de agosto, Block B se presentó en el KCON de Los Ángeles . Los Angeles Times informó que "Block B tuvo una de las fusiones más exitosas del hip-hop coreano con la dinámica de las bandas de chicos que surgieron en la escena".  El 23 de septiembre, se anunció que Block B haría una gira por los Estados Unidos por segunda vez en una serie de conciertos organizada por SubKulture Entertainment. El grupo actuó en San Francisco el 11 de noviembre, el área de Chicago el 13 de noviembre y Los Ángeles el 15 de noviembre. 
Block B lanzó el sencillo "A Few Years Later" dos días después de su aparición en Saturday Night Live Korea, que alcanzó el número 3 en la lista digital de Gaon. Blooming Period debutó en el número uno en la lista de álbumes de Gaon,  con los sencillos "Toy", "Walkin' in the Rain", "It Was Love" (versión Taeil) y "Bingle Bingle" debutando en la carta digital de Gaon en los números dos, 16, 17 y 52, respectivamente. 
El 16 de junio de 2016, la agencia Seven Seasons de Block B anunció su cambio de nombre a "KQ Entertainment" con la esperanza de diversificarse más y mejorar su gestión y desarrollo de varios artistas.  Fue revelado más tarde por el CEO de KQ Entertainment, Kim Kyu. Wook que la empresa es un nuevo tipo de entidades en el campo de los negocios, donde diferentes empresas son operadas por el mismo equipo de gestión y los mismos empleados y Seven Seasons seguirá siendo el sello que gestiona Block B, pero más tarde, KQ Entertainment se convirtió en la empresa. que administra Block B directamente, el nombre y el logotipo de Seven Seasons ya no se veían en muchos álbumes o productos de los miembros de Block B. 
Block B lanzó dos sencillos en Japón en 2016, "Jackpot" y "Toy".  A fines de septiembre, se anunció que el grupo lanzaría My Zone , su primer álbum japonés, el 26 de octubre de 2016.  El 15 de diciembre de 2016, el organizador del concierto My Music Taste anunció que Block B tendría una gira europea entre febrero y marzo de 2017. Las ciudades de la gira incluyen Ámsterdam, Helsinki, Lisboa, Budapest y Londres. 
Block B Project-1 se lanzó en Japón el 20 de septiembre de 2017. El álbum presentaba a cinco de los miembros del grupo interpretando canciones con una variedad de artistas japoneses, incluido "Winner", interpretado por PO y U-Kwon con Chanmina ; "Lost & Found", interpretada por Taeil con Keita Tachibana de W-inds; "Paradise", interpretada por B-Bomb con Ken the 390 ; y "Bus Stop", interpretada por Jaehyo con Naoko Tanaka. Los miembros (con la excepción de PO) también realizaron un showcase en Tokio el día antes del lanzamiento. 
El 17 de octubre de 2017, Seven Seasons anunció que Block B lanzaría su sexto miniálbum el 7 de noviembre. El 8 de noviembre de 2017, se informó que Block B tendrá dos conciertos entre el 27 y el 28 de enero de 2018 en Jamsil Arena , Seúl.  Más adelante en el mes, Sony Music Entertainment se había asociado con KQ Entertainment para promover a los artistas de la compañía a nivel mundial.  A finales de 2017, Seven Seasons anunció que Block B regresaría el 8 de enero de 2018, con un repackage de su álbum anterior, Montage , titulado Re:MONTAGE. La canción principal, "Don't Leave", es una balada producida por Park Kyung. 

### 2018-2023: Hiatus por enlistamiento militar de los miembros
El 23 de noviembre de 2018, Seven Seasons anunció que todos los miembros, excepto Zico, habían renovado sus contratos con Seven Seasons para realizar proyectos individuales y de subunidades. La etiqueta decía que las futuras actividades del grupo completo se negociarían con los siete miembros.  El 20 de diciembre de 2018, Jaehyo se convirtió en el primer miembro del grupo en ingresar al servicio militar obligatorio requerido para los hombres de Corea del Sur. Debido a una lesión en la rodilla, fue dado de baja del servicio en septiembre de 2019. 
El 10 de junio de 2019, Taeil comenzó su servicio militar obligatorio. Después de cumplir con su mandato de servicio, Taeil regresó a casa con licencia el 4 de diciembre de 2020, con su baja oficial al mes siguiente. El 10 de octubre de 2019, B-Bomb comenzó su servicio militar. El 7 y 8 de diciembre, Park Kyung realizó su primer concierto en solitario con Block B como invitados del segundo día, todos los miembros excepto B-Bomb y Taeil (quien se unió al concierto a través de una llamada telefónica) estuvieron presentes como Block B. El 18 de mayo de 2020, U-Kwon comenzó su servicio militar obligatorio, y el 21 de julio de 2020, se anunció que Zico comenzaría su servicio militar el 30 de julio como trabajador del servicio público. 
El 4 de enero de 2021, Taeil fue dado de baja formalmente del ejército. B-Bomb fue dado de baja oficialmente del servicio militar el 27 de abril de 2021, mientras que U-Kwon fue dado de baja el 21 de noviembre de 2021. 
En septiembre de 2021, el sello de PO, Seven Seasons, anunció que no sería renovando su contrato con ellos,  y el 29 de octubre de 2021, PO firmó con la agencia Artist Company. PO se alistó en el Cuerpo de Marines de la República de Corea el 28 de marzo de 2022. El 29 de abril de 2022, Zico fue dado de baja del servicio público. El 27 de septiembre de 2023, P.O fue dado de baja del ejército.

### 2024-presente: Primera actuación de Block B como grupo completo
Según un informe de News1 del 22 de agosto de 2024, todo el grupo aparecerá en la grabación del episodio final del programa de KBS 2TV 'The Seasons - Zico's Artist' a principios de septiembre.

## Integrantes
| Nombre artístico | Nombre artístico | Nombre de nacimiento | Nombre de nacimiento | Fecha de nacimiento                | Lugar de nacimiento            |
| Romanización     | Hangul           | Romanización         | Hangul               | Fecha de nacimiento                | Lugar de nacimiento            |
| ---------------- | ---------------- | -------------------- | -------------------- | ---------------------------------- | ------------------------------ |
| Taeil            | 태일             | Lee Tae-il           | 이태일               | 24 de septiembre de 1990 (34 años) | Seúl, Corea del Sur            |
| B-Bomb           | 비범             | Lee Min-hyuk         | 이민혁               | 14 de diciembre de 1990 (34 años)  | Seúl, Corea del Sur            |
| Jaehyo           | 재효             | Ahn Jae-hyo          | 안재효               | 23 de diciembre de 1990 (34 años)  | Busan, Corea del Sur           |
| U-Kwon           | 유권             | Kim Yu-kwon          | 김유권               | 9 de abril de 1992 (33 años)       | Suwon, Gyeonggi, Corea del Sur |
| Kyung            | 박경             | Park Kyung           | 박경                 | 8 de julio de 1992 (32 años)       | Seúl, Corea del Sur            |
| Zico             | 지코             | Woo Ji-ho            | 우지호               | 14 de septiembre de 1992 (32 años) | Mapo-gu, Seúl, Corea del Sur   |
| P.O              | 피오             | Pyo Ji-hoon          | 표지훈               | 2 de febrero de 1993 (32 años)     | Mapo-gu, Seúl, Corea del Sur   |

## Subunidades
- Bastarz (U-Kwon, B-Bomb y P.O)
- T2U (U-Kwon y Taeil)

## Discografía
| Álbumes de estudio - 2012: Blockbuster EPs - 2011: New Kids On The Block - 2012: Welcome To The Block - 2013: Very Good - 2014: H.E.R - 2016: Blooming Period - 2017: Montage - 2018: RE:Montage Sencillos - 2012: «Do U Wanna B?» - 2013: «Be the light» - 2014: «Jackpot» - 2016: «A Few Years Later» - 2017: «Yesterday» Bandas sonoras - 2012: «빠빠빠빠 (Bba Bba Bba Bba)» para All My Love - 2012: «Burn Out» para Phantom - 2012: «너의 우산 (Your Umbrella)» para Thousandth Man - 2014: «Secret Door» para The Secret Door | Álbumes de estudio - 2016: My Zone - 2018: Block B THE BEST Sencillos - 2015: Very Good - 2015: H.E.R. - 2016: Jackpot - 2016: Toy - 2018: Montage (JP. version) |

## Filmografía

### Reality shows
- MTV Match Up (SBS MTV)
- MTV Match Up: Block B Returns (SBS MTV)
- Five Minutes Before Chaos (Mnet)

## Premios y nominaciones
| Año  | Premio                                   | Categoría                         | Resultado |
| ---- | ---------------------------------------- | --------------------------------- | --------- |
| 2012 | 20th Korean Culture Entertainment Awards | New Artist Award                  | Ganador   |
| 2012 | 27th Golden Disk Awards                  | New Rising Star Award             | Nominado  |
| 2012 | 27th Golden Disk Awards                  | Popularity Award                  | Nominado  |
| 2012 | SBS MTV Best of The Best Awards          | Best Male Video ("Nillili Mambo") | Ganador   |
| 2012 | 22nd Seoul Music Awards                  | Bonsang Award                     | Nominado  |
| 2013 | SBS MTV Best of The Best Awards          | Best Male Group                   | Ganador   |
| 2013 | K-Star Best KPop Awards                  | Best Fandom                       | Ganador   |
| 2013 | Nate Year End Awards                     | Best Boy Group                    | Nominado  |
| 2013 | 28th Golden Disk Awards                  | Disk Album Award (Very Good)      | Nominado  |
| 2013 | 28th Golden Disk Awards                  | Popularity Award                  | Nominado  |
| 2013 | 23rd Seoul Music Awards                  | Bonsang Award                     | Nominado  |
| 2013 | 23rd Seoul Music Awards                  | Popularity Award                  | Nominado  |
| 2014 | Gaon Weibo Chart                         | Gaon Weibo Social Star Award      | Ganador   |
| 2014 | MelOn Music Awards                       | Best Male Dance Artist ("H.E.R")  | Ganador   |
| 2014 | 16th Mnet Asian Music Awards             | Best Male Group                   | Nominado  |
| 2014 | 16th Mnet Asian Music Awards             | Best Music Video ("Jackpot")      | Nominado  |
| 2014 | 16th Mnet Asian Music Awards             | Artist of the Year                | Nominado  |
| 2014 | Nate Awards                              | People's Choice Singer            | Nominado  |
| 2014 | 24th Seoul Music Awards                  | Bonsang Award                     | Nominado  |
| 2014 | 24th Seoul Music Awards                  | Popularity Award                  | Nominado  |
| 2014 | 24th Seoul Music Awards                  | Hallyu Special Award              | Nominado  |
| 2014 | 29th Golden Disk Awards                  | Digital Album Award               | Nominado  |
| 2014 | 29th Golden Disk Awards                  | Album Award                       | Nominado  |
| 2014 | 4th Gaon Chart Awards                    | Hot Trend Awards                  | Ganador   |
| 2016 | Japan Gold Disc Award                    | Best New Asian Artist             | Ganador   |
| 2016 | 1st Asia Artist Awards                   | Best Star Award, Singer           | Ganador   |
| 2016 | 18th Mnet Asian Music Awards             | Best Male Group                   | Nominado  |
| 2016 | 18th Mnet Asian Music Awards             | HotelsCombined Artist of the Year | Nominado  |
| 2017 | 26th Seoul Music Awards                  | Bonsang Award                     | Nominado  |
| 2017 | 26th Seoul Music Awards                  | Mobile Popularity Award           | Nominado  |
| 2017 | Maxim K-Model Awards                     | Idol Icon Award                   | Ganador   |
| 2018 | 27th Seoul Music Awards                  | Bonsang Award                     | Nominado  |
| 2018 | 27th Seoul Music Awards                  | Popularity Award                  | Nominado  |
| 2018 | 27th Seoul Music Awards                  | Hallyu Special Award              | Nominado  |
| 2018 | 32nd Golden Disk Awards                  | Digital Daesang/Song of the Year  | Nominado  |
| 2018 | Soribada Best K-Music Awards             | Bonsang Award                     | Nominado  |
| 2018 | Soribada Best K-Music Awards             | Popularity Award (Male)           | Nominado  |